# توبی داوسون
توبی داوسون (کره‌ای: 김수철, Kim Soo-cheol؛ زادهٔ ۴ مهٔ ۱۹۷۹) ورزشکار اسکی نمایشی اهل ایالات متحده آمریکا است.
وی در مسابقات کشوری و بین‌المللی در مجموع برندهٔ ۱ مدال طلا، ۳ مدال برنز شده‌است.